# 66P/du Toit
66P/du Toit – kometa okresowa z rodziny komet Jowisza oraz obiekt typu NEO.

## Odkrycie
Kometę tę odkrył południowoafrykański astronom Daniel du Toit 16 maja 1944 roku w Boyden Observatory. W nazwie znajduje się nazwisko odkrywcy.

## Orbita komety
Orbita komety 66P/du Toit ma kształt elipsy o mimośrodzie 0,79. Jej peryhelium znajduje się w odległości 1,27 j.a., aphelium zaś 10,73 j.a. od Słońca. Jej okres obiegu wokół Słońca wynosi 14,71 roku, nachylenie do ekliptyki to wartość 18,7˚.